# Ritratto dei duchi di Osuna con i figli
Il Ritratto dei duchi di Osuna con i figli (Los duques de Osuna y sus hijos) è un dipinto a olio su tela (225x174 cm) del pittore spagnolo Francisco Goya, realizzato nel 1788 e conservato al museo del Prado di Madrid.

## Descrizione
Pedro Téllez de Girón, nono duca di Osuna (1755–1807), e Josefa Alonso Pimentel, contessa-duchessa di Benavente (1750–1834), erano due aristocratici che, dopo aver celebrato le nozze nel 1771, ebbero numerosissimi figli, dei quali tuttavia solo quattro sopravvissero al periodo prenatale. I due duchi d'Osuna erano affezionati committenti del Goya e lo aiutarono ad entrare nell'ambiente artistico e intellettuale più in vista della capitale madrilena: Goya, palesando una perenne e devota riconoscenza, avrebbe poi avviato con loro un'amicizia tenera e duratura.
Nel dipinto sono raffigurati proprio i due coniugi con i loro quattro figliuoli: Josefa Manuela (1783–1817), tenuta in mano dal padre, sarà una volta grande duchessa di Abrantes; Joaquina (1784–1851), futura marchesa di Santa Cruz e oggetto di un'altra tela di Goya del 1805; Francisco de Borja (1785–1820), sulla sinistra, il quale erediterà il titolo del padre; infine il piccolo Pedro de Alcantara (1786–1851), seduto ai piedi della mamma, destinato a diventare uno dei direttori più celebri del museo del Prado. L'aria che si respira è quella di un'atmosfera familiare, intima e molto profonda: d'altronde, gli stessi duchi erano molto colti e conducevano un salotto letterario frequentato da numerosi intellettuali e artisti: ciò malgrado, non erano opportunisti e piuttosto che instaurare rapporti d'etichetta preferivano stringere feconde amicizie, fatte anche di reciproca stima e di intesa personale.
Goya introduce questa sfumatura di intimità nel quadro con una serie di accorgimenti formali: l'impiego di una tavolozza delicata e impalpabile che comprende grigi-verdi, rosa e rossi squillanti, lo sfondo monocromo e neutro che conferisce volume alle figure, lo spazio indefinito e lo «spettacolo degli abiti, con trine e lustrini: tutto un apparato di moda che […] giustifica ancor più l'intento dell'artista di essere sobrio ed essenziale e […] lo incita a introdurre gustosi effetti pittoreschi, scintillii, luminosità seriche, trasparenze» (Barilli).